# Островский уезд (Ломжинская губерния)
Островский уезд — административная единица в составе Ломжинской губернии Российской империи, существовавшая c 1867 года по 1919 год. Административный центр — город Остров.

## История
Уезд образован в 1867 году в составе Ломжинской губернии Российской империи. В 1919 году преобразован в Острувский повят Белостокского воеводства Польши.

## Население
По переписи 1897 года население уезда составляло 98 691 человек, в том числе в городе Остров — 10 471 жит.

### Национальный состав
Национальный состав по переписи 1897 года:
- поляки — 72 256 чел. (73,2 %),
- евреи — 17 287 чел. (17,5 %),
- русские — 4996 чел. (5,1 %),
- немцы — 2367 чел. (2,4 %),

## Административное деление
В 1913 году в состав уезда входило 12 гмин: 
| - Бранщик — д. Бранщик, - Вархолы — пос. Андржеево, - Длугоседло — д. Длугоседло, - Дмохи-Глинки — пос. Чижев, - Зарембы-Костельне — пос. Зарембы-Костельне, - Каменьчик-Велький — д. Богуты-Пянки, | - Коморово — д. Коморово, - Нур — пос. Нур, - Орло — пос. Брок, - Поремба — д. Нарошево, - Шульброже-Коты — д. Шульброже-Коты, - Ясеница — д. Ясеница, |